# Papilio garleppi
Papilio garleppi är en fjärilsart som beskrevs av Otto Staudinger 1892. Papilio garleppi ingår i släktet Papilio och familjen riddarfjärilar. IUCN kategoriserar arten globalt som otillräckligt studerad.
Artens utbredningsområde är Bolivia. Inga underarter finns listade i Catalogue of Life.